# Gåsfeten
Gåsfeten este o arie protejată (arie specială de conservare — SAC, sit de importanță comunitară — SCI) din Suedia întinsă pe o suprafață de 10,4 ha, integral pe uscat.

## Localizare
Centrul sitului Gåsfeten este situat la coordonatele 56°07′16″N 15°13′25″E / 56.121°N 15.2235°E.

## Înființare
Situl Gåsfeten a fost declarat sit de importanță comunitară în ianuarie 2002 pentru a proteja un număr necunoscut de specii din flora spontană și fauna sălbatică aflate în arealul zonei. Situl a fost protejat și ca arie specială de conservare în martie 2011.

## Biodiversitate
Situată în ecoregiunile continentală și marină baltică, aria protejată conține 1 habitat natural: Insulițe și insule mici din Baltica boreală.
La baza desemnării sitului se află un număr nedeclarat de specii protejate.